# NGC 838
NGC 838 je galaksija u zviježđu Kit.

## Vanjske poveznice
- SEDS: NGC 838